# Chindrieux
Chindrieux település Franciaországban, Savoie megyében. Lakosainak száma 1488 fő (2022. január 1.). Chindrieux Chanaz, Conjux, Ruffieux, Vions és Entrelacs községekkel határos.

## Népesség
A település népességének változása:
| Lakosok száma | 1310 | 1344 | 1374 | 1361 | 1382 | 1394 | 1408 | 1445 | 1488 |
|               | 2013 | 2015 | 2016 | 2017 | 2018 | 2019 | 2020 | 2021 | 2022 |